# Tour de France 1906
Tour de France 1906 var 4. udgave af Tour de France og 2. udgave, hvor pointsystemet blev brugt. Løbet fandt sted mellem 4. og 29. juli og strakte sig over 4545 km. Løbet blev kørt med en gennemsnitsfart på 24,463 km/t. Ligesom i tidligere udgaver af løbet, blev Tour de France 1906 udsat for både sabotage og snyderi. 3 ryttere blev diskvalificeret for at have taget toget og nogle tilskuere morede sig med at smide søm på vejen. Dette forhindrede dog ikke René Pottier i tidligt i løbet at sætte sine modstandere. I 1905 havde han været plaget af senebetændelse, men i 1906 dominerede han løbet totalt. I modsætningen til det forrige år var ikke alle deltagere franskmænd, og belgieren Aloïs Catteau sluttede i top 10. 

## Etaper
| Etape | Dato     | Strækning            | Km  | Etapevinder              | Samlet        |
| ----- | -------- | -------------------- | --- | ------------------------ | ------------- |
| 1     | 4. juli  | Paris - Lille        | 275 | Émile Georget            | Émile Georget |
| 2     | 6. juli  | Douai – Nancy        | 400 | René Pottier             | René Pottier  |
| 3     | 8. juli  | Nancy – Dijon        | 416 | René Pottier             | René Pottier  |
| 4     | 10. juli | Dijon – Grenoble     | 311 | René Pottier             | René Pottier  |
| 5     | 12. juli | Grenoble – Nice      | 345 | René Pottier             | René Pottier  |
| 6     | 14. juli | Nice – Marseille     | 292 | Georges Passerieu        | René Pottier  |
| 7     | 16. juli | Marseille – Toulouse | 480 | Louis Trousselier        | René Pottier  |
| 8     | 18. juli | Toulouse – Bayonne   | 300 | Jean-Baptiste Dortignacq | René Pottier  |
| 9     | 20. juli | Bayonne – Bordeaux   | 338 | Louis Trousselier        | René Pottier  |
| 10    | 22. juli | Bordeaux – Nantes    | 391 | Louis Trousselier        | René Pottier  |
| 11    | 24. juli | Nantes – Brest       | 321 | Louis Trousselier        | René Pottier  |
| 12    | 26. juli | Brest – Caen         | 415 | Georges Passerieu        | René Pottier  |
| 13    | 29. juli | Caen – Paris         | 259 | René Pottier             | René Pottier  |

## Resultater
| Sammenlagt             | Point     |
| ---------------------- | --------- |
| 1. René Pottier        | 31 point  |
| 2. Georges Passerieu   | 39 point  |
| 3. Louis Trousselier   | 61 point  |
| 4. Lucien Petit-Breton | 65 point  |
| 5. Émile Georget       | 80 point  |
| 6. Aloïs Catteau       | 129 point |
| 7. Édouard Wattelier   | 137 point |
| 8. Léon Georget        | 152 point |
| 9. Eugène Christophe   | 156 point |
| 10. Anthony Wattelier  | 168 point |